# Johora michaeli
Johora michaeli is een krabbensoort uit de familie van de Potamidae. De wetenschappelijke naam van de soort werd voor het eerst geldig gepubliceerd in 2020 door Ng.